# Luís de Santa Teresa
Dom Frei Luís de Santa Teresa da Cruz Salgado de Castilho O.C.D. (25 de março de 1692 — 17 de novembro de 1757) foi um prelado português, bispo de Olinda. Era irmão do também prelado João da Cruz Salgado de Castilho.